# Parri Spinelli
Pour les articles homonymes, voir Spinelli.
Parri Spinelli (Arezzo 1387 - Arezzo 1453) est un peintre toscan actif à Florence et surtout dans sa ville natale.

## Biographie
Parri Spinelli fut l'élève de son père, Spinello Aretino (1350–1410), qui a été actif dans toute la Toscane. 
Il vécut à Florence de 1411 ou 1412 à 1419 et a été membre de l'atelier de Lorenzo Ghiberti. À son retour à Arezzo, il est devenu le plus grand peintre de la ville jusqu'à sa mort en 1453.

## Œuvres
- Vierge de miséricorde (1445),  Santa Maria delle Grazie, Arezzo.
- Crucifixion, église San Domenico, Arezzo
- Crucifixion, Palazzo Communale, Arezzo
- Cavalier et femme descendant de cheval, dessin
- Copies d'après La Navicella de Giotto (dessin préparatoire d'une mosaïque pour l'ancienne basilique de Saint-Pierre de Rome) :
  - au Musée du Louvre de Paris
  - au musée Bonnat de Bayonne (France) nommée La Pêche miraculeuse
  - au Metropolitan Museum of Art de New York
  - à Chantilly

Pinacothèque d'Arezzo
- Vierge de miséricorde à l'Enfant et saints Lorentino et Pergentino
  - Fresques de l'ancienne cathédrale d'Arezzo :
- Christ et un ange
- Anges musiciens
- Saint Dominique et saint Michel,